# آكل اللحوم

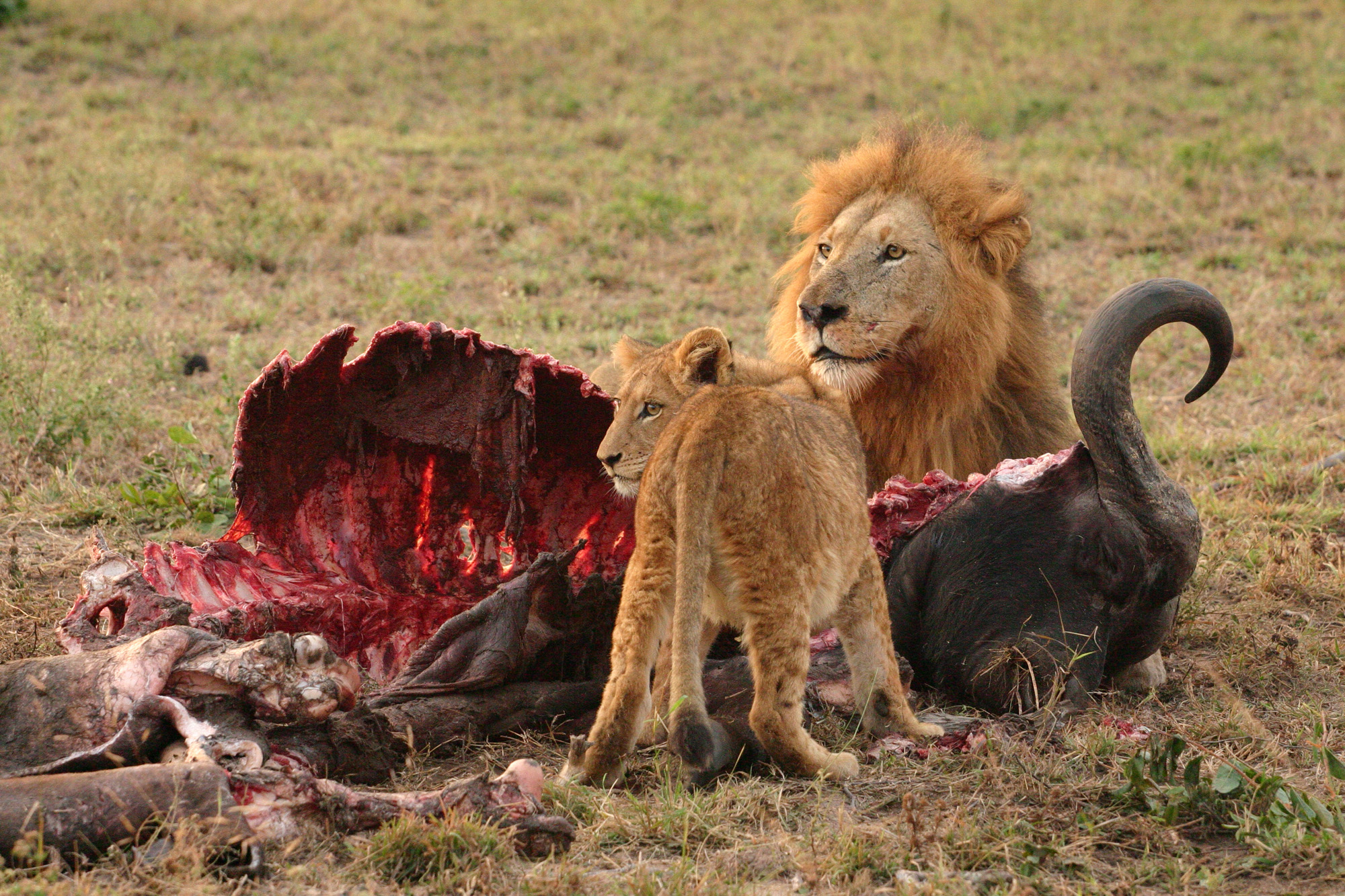
الأسود هي آكلات لحوم إجبارياً وتتطلب ما يصل إلى سبعة كيلوغرامات (15 رطلاً) من اللحم يومياً

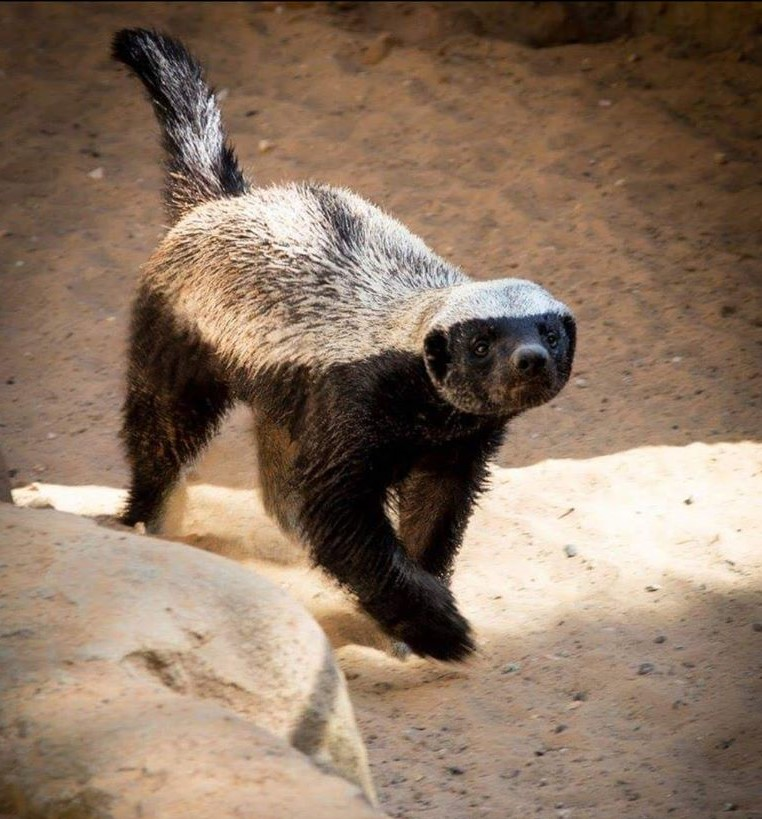
غرير العسل في حديقة حيوانات القدس المالحة في 2013

آكل اللحوم أو اللاحِم أو آكلات اللحم (بالإنجليزية: Carnivore) هو الكائن الحي الذي يستمد الطاقة والاحتياجات الغذائية من وجبة تحتوي بشكل غالب أو كلي من الأنسجة الحيوانية من خلال الافتراس أو أكل الجيف، وتدعى الحيوانات التي تعتمد على اللحم فقط للحصول على احتياجاتها الغذائية حيوانات آكلة للحوم إجبارياً، في حين تسمى الكائنات التي تستهلك اللحوم والنباتات بحيوانات قارتة . تتربع آكلات اللحوم على قمة المفترسات في السلسلة الغذائية.

## التسميات

### تصنيف الثدييات
تشير كلمة آكلات اللحوم إلى جماعة الثدييات أحيانا، ولكن هذا الأمر ليس صحيحا على الدوام. معظم اللواحم ينطبق عليها تعريف إنها أكلة اللحوم، لكن ليس الجميع، ويعتبر القليل منها آكلة اللحوم إجبارياً. على سبيل المثال، معظم أنواع الدببة هي في الواقع مختلطة التغذية، باستثناء الباندا، والذي هو على وجه الحصر من الحيوانات العاشبة بينما الدب القطبي هو من الحيوانات اللاحمة. وبالإضافة إلى ذلك، هناك الكثير من الأنواع اللاحمة ولكن لا تصنف من آكلات اللحوم.
النظام الغذائي اللحمي ليس سمة مميزة للرتبة. العديد من الثدييات التي لديها نظام غذائي لحمي للغاية ليست من رتبة آكلات اللحوم. على سبيل المثال، جميع الحيتان تأكل حيوانات أخرى، لكنها على النقيض من ذلك تُصنف ضمن رتبة الثدييات ذات الحوافر التي تتغذى على النباتات بشكل حصري تقريبًا.

### النظام الغذائي لآكلات اللحوم
في الطبيعة، تسمى الحيوانات التي تعتمد بشكل كامل على لحوم الحيوانات الأخرى لتلبية احتياجاتها الغذائية بالحيوانات آكلات اللحوم المفرطة، بينما تسمى تلك التي تستهلك أيضًا الغذاء غير الحيواني بالحيوانات آكلات اللحوم متوسطة الغذاء (اختيارية اكل اللحوم)، أو الحيوانات آكلة اللحوم والنبات (آكلات كل شيء) (لا توجد تمييزات واضحة). يُطلق على الحيوان اللاحم الذي يتواجد على قمة السلسلة الغذائية (البالغين الذين لا يفترسهم حيوانات أخرى) مفترس القمة، بغض النظر عن كونه لاحمًا اضطراريًا أو اختياريًا. في الأسر أو البيئات المنزلية، يمكن للحيوانات آكلة اللحوم الاضطرارية مثل القطط والتماسيح أن تحصل من حيث المبدأ على جميع العناصر الغذائية التي تحتاجها من الأغذية المصنعة من مصادر نباتية ومصطنعة.
خارج المملكة الحيوانية هناك عدة أجناس تحتوي على النباتات آكلة اللحوم والفروع التي تحتوي على العديد من الفطريات آكلة اللحوم. غالب النباتات تتغذى على الحشرات، في حين تتغذى الفطريات اكلة اللحوم في الغالب على المجهريات اللافقاريات، مثل الديدان الخيطية، الأميبا وقافزات الذيل.

### تصنيفات فرعية لآكلات اللحوم
يُوصف آكلو اللحوم أحيانًا بنوع فريستهم. على سبيل المثال، تُسمى الحيوانات التي تتغذى بشكل أساسي على الحشرات والمفصليات الأرضية المماثلة آكلات الحشرات، بينما تُسمى تلك التي تتغذى بشكل أساسي على اللافقاريات ذات الأجسام الرخوة آكلات الديدان. أما تلك التي تتغذى بشكل أساسي على الأسماك فتُسمى آكلات الأسماك.
يمكن تصنيف آكلات اللحوم بدلاً من ذلك وفقًا للنسبة المئوية للحوم في نظامها الغذائي. يتكون النظام الغذائي لآكل اللحوم المفرط من أكثر من 70% من اللحوم، ونظام آكل اللحوم المتوسط من 30 إلى 70%، ونظام آكل اللحوم الأدنى من أقل من 30%، مع كون الباقي يتكون من أطعمة غير حيوانية، مثل الفواكه أو المواد النباتية الأخرى أو الفطريات. تستهلك الحيوانات القارتة أيضًا كلاً من الأطعمة الحيوانية وغير الحيوانية، وبغض النظر عن تعريفها الأكثر عمومية، لا توجد نسبة محددة بوضوح للمواد النباتية مقابل الحيوانية تميز آكل اللحوم الاختياري عن الحيوان القارت.

## الحيوانات آكلة اللحوم الإجبارية
الحيوانات آكلة اللحوم الإجبارية أو "الحقيقية" هي تلك التي يتطلب نظامها الغذائي عناصر غذائية موجودة فقط في لحوم الحيوانات في البرية. في حين أن الحيوانات آكلة اللحوم الإجبارية قد تكون قادرة على تناول كميات صغيرة من المواد النباتية، إلا أنها تفتقر إلى الفسيولوجيا اللازمة لهضمها بالكامل. ستقوم بعض الثدييات آكلة اللحوم الإجبارية بابتلاع النباتات كمقيء، وهو طعام يزعج معدتها، للحث على القيء الذاتي.
الحيوانات آكلة اللحوم الإجبارية متنوعة. يستهلك سمندل عفريت الماء البرمائي بشكل أساسي الديدان واليرقات في بيئته، ولكنه سيستهلك الطحالب إذا لزم الأمر. تتطلب جميع السنوريات البرية، بما في ذلك القطط المنزلية الوحشية، نظامًا غذائيًا يتكون أساسًا من لحوم الحيوانات وأعضائها. على وجه التحديد، لدى القطط متطلبات عالية من البروتين ويبدو أن عمليات التمثيل الغذائي لديها غير قادرة على تخليق العناصر الغذائية الأساسية مثل الرتينول والأرجنين والتورين وحمض الأراكيدونيك؛ وبالتالي، في الطبيعة، يجب عليها أن تستهلك اللحوم لتوفير هذه العناصر الغذائية.